# Olympe Mancini
Olympe Mancini, född 11 juni 1637 i Rom, död 9 oktober 1708 i Bryssel, var en italiensk och fransk adelsdam; grevinna de Soissons. Hon var dotter till baron Lorenzo Mancini och Geronima Mazzarini och systerdotter till Frankrikes de facto regent kardinal Mazarin. Tillsammans med sina fyra systrar och två kvinnliga kusiner var hon känd som en av de så kallade "Mazarinettes" vid det franska hovet. Olympe Mancini är känd för sin inblandning i den berömda giftmordsaffären kring la Voisin 1679.

## Biografi

### Tidigt liv
Mancini fördes tillsammans med sina systrar till det franska hovet av sin mor, för att få statusmässigt fördelaktiga äktenskap arrangerade åt sig av sin morbror, som var inflytelserik över den franska regeringen. Även deras kusiner togs till hovet, och tillsammans kallades de sju flickorna mazarinettes. Hon kom till hovet 1647. Hon beskrivs inte som vacker, men ansågs attraktiv och tilldragande med sina passionerade ögon. 
Ludvig XIV, som nyligen hade avslutat sin förbindelse med Catherine Bellier, blev 1654 förälskad i Olympe Mancini, uppvaktade henne öppet och arrangerade festligheter för hennes skull. Han skall också ha velat gifta sig med henne, vilket gjorde att hon 1657 blev bortgift med prins Eugène-Maurice de Savoie-Carignan, greve de Soissons (död 1673). Makarnas äldste son Eugen av Savojen anses ibland ha haft kungen som far. Kungen blev sedan förälskad i Anne-Madeleine de Conty d'Argencourt, och därefter i Olympes syster, Marie Mancini. Kungens förälskelse i hennes syster bröts när han övertalades att gifta sig med Maria Theresia av Spanien.

### Hovliv
År 1660 blev hon "Surintendante För Drottningens Hushåll", vilket var den högsta ämbetet för en kvinna vid franska hovet. Kungen brukade vi denna tid ofta besöka henne i hennes rum bredvid drottningens och använda dem som sällskapsrum för hovet. 
Mancini var vän med Ludvigs svägerska Henrietta av England, och uppmuntrade dem i deras förälskelse genom att agera förkläde under deras promenader, något som orsakade mycket skvaller. Mancini och Henrietta använde då, för att avvärja misstankarna från sig själva, Louise de la Vallière som det officiella föremålet för Ludvigs intresse, men han inledde då ett verkligt förhållande med Louise. Mancini och Henrietta försökte då förstöra Ludvigs och Louises förbindelse genom att berätta om den för drottningen, Maria Teresia av Spanien, men hon kunde inte göra något. 
År 1665 blev Mancini osams med Henrietta och försökte anklaga denna för äktenskapsbrott inför kungen, men detta ledde bara till att hon och hennes make förvisades från hovet för förtal och inte tilläts återkomma förrän 1666. Detta innebar permanent skada i hennes relation till kungen, som öppet sade henne att deras privata vänskap nu var över. När hennes make dog 1673 ryktades hon ha förgiftat honom, men detta anses inte troligt. Hon saknade motiv att förgifta honom, eftersom han lät henne göra som hon ville, och eftersom hennes ställning försvagades svårt direkt efter hans död. Hon förlorade 1679 sitt hovämbete.  

### Giftmordsaffären och exil
Mancini blev inblandad i giftmordsaffären kring la Voisin. Hon beskylldes för att ha mördat sin man, Henrietta av England, två eller tre tjänare, och för att ha planerat att mörda Louise de la Valliere. Hon ombads att lämna hovet i januari 1680 medan processen pågick, och lämnade då Frankrike innan hon hann bli arresterad. Hon reste till Spanska Nederländerna i sällskap med Benigne, Marquise de Alluye.
Hon bosatte sig i Bryssel, där hon välkomnades av den lokala societeten och inledde ett förhållande med prins Odoardo av Parma. Hon ansökte 1682 om att få återvända till Frankrike och gick med på rättegång, men ansökan avslogs. Hon hade en dålig relation till krigsminister Louvois, som hade ansvar för utredningen: Louvois ska ha betalat folk för att under en mässa i hennes närvaro i Bryssel ha släppt ut svarta katter för att få folk att tro att hon var en häxa.  
Hon besökte regelbundet Spanien och England med sina systrar Marie Mancini och Hortense Mancini, och tog emot franska resande på sin salong i Bryssel. Hon vistades i Spanien från 1686 till 1689, där hon ryktades ha förgiftat Spaniens drottning Marie Louise av Orleans.